# (33744) 1999 NS55
1999 NS55 (asteroide 33744) é um asteroide da cintura principal. Possui uma excentricidade de 0.03994400 e uma inclinação de 17.67550º.
Este asteroide foi descoberto no dia 12 de julho de 1999 por LINEAR em Socorro.